# Fritz Schachermeyr
Fritz Schachermeyr (* 10. Januar 1895 in Urfahr, Österreich-Ungarn; † 26. Dezember 1987 in Eisenstadt) war ein österreichischer Althistoriker. Wegen seiner engen Verbindungen mit den Nationalsozialisten und seiner ideologisch-rassistischen Ansichten gilt Schachermeyr als einer der umstrittensten Vertreter seines Faches im 20. Jahrhundert.

## Leben, Werdegang und Leistungen
Fritz Schachermeyr studierte ab 1914 Altertumswissenschaften in Graz, wo er unter anderem bei Adolf Bauer lernte, in Berlin (bei Eduard Meyer) und in Wien, wo Adolf Wilhelm sein Lehrer wurde. Sein Studium wurde ab Ende 1915 durch Kriegsdienst in Siebenbürgen, Kleinasien und Mesopotamien unterbrochen, wo er Interesse für den alten Orient entwickelte. Schachermeyr schloss sein Studium 1920 in Innsbruck bei Carl Friedrich Lehmann-Haupt mit einer Dissertation über die Beziehungen zwischen Ägypten und Vorderasien und der Promotion ab. Zwischen 1919 und 1929 war er zunächst im Schuldienst an einem Innsbrucker Mädchengymnasium tätig. Er habilitierte sich 1928 über etruskische Frühgeschichte an der Universität Innsbruck. 1931 wurde Schachermeyr zum Professor für Alte Geschichte an der Universität Jena ernannt, zunächst als Extraordinarius, noch im selben Jahr als „persönlicher“ Ordinarius. Eine Berufung auf den Lehrstuhl Lehmann-Haupts in Innsbruck scheiterte 1932, vermutlich aus finanziellen Gründen, da das bisherige Ordinariat in eine außerordentliche Professur umgewandelt worden war. Bei der Bewerbung um die Nachfolge Wilhelms in Wien wurde 1934 Josef Keil vorgezogen, wohl auch wegen Schachermeyrs nationalsozialistischer Aktivitäten.
Schachermeyr blieb zunächst in Jena und war dort von Oktober 1934 bis März 1936 Dekan der Philosophischen Fakultät. 1936 ging er als ordentlicher Professor an die Universität Heidelberg als Nachfolger des bereits 1933 aus „rassischen“ Gründen vertriebenen Eugen Täubler. Am 28. Juni 1937 beantragte er die Aufnahme in die NSDAP und wurde rückwirkend zum 1. Mai aufgenommen (Mitgliedsnummer 4.586.961). 1941 wechselte er an die Universität Graz. Zwischen 1945 und 1952 war Schachermeyr wegen seiner nationalsozialistischen Weltanschauung zwangspensioniert – ab 1946 vertrat Erich Swoboda die Alte Geschichte in Graz –, er wurde aber 1952 als Nachfolger Keils auf die Lehrkanzel für Griechische Geschichte, Altertumskunde und Epigraphik an der Universität Wien berufen. Er wurde 1963 emeritiert, hatte die Lehrkanzel aber noch bis 1970 inne.
Schachermeyr gab in der Zeit des Nationalsozialismus eine sehr fragwürdige Figur ab und wird mit Grund als „einer der profiliertesten Nationalsozialisten unter den Historikern“ bezeichnet. Seit der Übernahme der Professur in Jena 1931 begann er sich politisch für die NSDAP zu betätigen und war nach eigenen Angaben Mitbegründer des „Nationalsozialistischen Kampfringes der Deutschösterreicher im Reich“, dessen Gauleiter von Thüringen er 1933 wurde. Er versuchte die nationalsozialistische Bewegung durch Vorträge und Veröffentlichungen wissenschaftlich und kulturpolitisch zu unterstützen. 1933 veröffentlichte er im Völkischen Beobachter, dem Parteiorgan der NSDAP, einen Artikel über „die nordische Führerpersönlichkeit“. Einen Sonderdruck dieses Aufsatzes übersandte er sogar dem zuständigen Reichsinnenminister für Hochschulangelegenheiten, Wilhelm Frick. In einem beiliegenden Brief schilderte er sein aktuelles Arbeitsvorhaben, einen „Versuch zur Grundlegung der nationalsozialistischen Weltanschauung aus dem Geiste der Historie“ zu verfassen. Ebenfalls 1933 versuchte Schachermeyr in einem kleineren Aufsatz, die „Aufgaben der Alten Geschichte im Rahmen der nordischen Weltgeschichte“ zu bestimmen. In zahlreichen Publikationen der folgenden Jahre verbreitete er nationalsozialistisches Gedankengut und ging dabei weiter als die meisten seiner Kollegen. Die Ergebnisse seiner Bemühungen waren (auch aus damaliger Sicht) mitunter grotesk; so erklärte Schachermeyr in der Annahme, historische Größe sei grundsätzlich mit der Zugehörigkeit zur „nordischen Rasse“ verbunden, Gestalten wie Peisistratos oder Hannibal im Umkehrschluss zu „Ariern“. Auch Fachkollegen beurteilten seine Arbeiten zwiespältig, selbst jene, die selbst der NS-Ideologie nahestanden. So schrieb etwa der Leipziger Althistoriker Helmut Berve 1943 an Walter-Herwig Schuchhardt in Freiburg: „Denn so begrüßenswert es ist, daß Schachermeyr fast als einziger unter den Althistorikern sich der antiken Rassengeschichte mit Eifer angenommen hat, so wenig zuverlässig erscheint mir seine Methode, so wenig präzise seine Formulierungen und seine Darstellung.“ In seiner Grazer Zeit kooperierte Schachermeyr sowohl mit dem „Ahnenerbe“ der SS als auch mit der konkurrierenden „Dienststelle Rosenberg“.
Nach 1945 versuchte Schachermeyr, diesen Lebensabschnitt möglichst vergessen zu machen, und ging auch in seinen Lebenserinnerungen nicht darauf ein: Er springt darin von seiner Antrittsvorlesung in Jena, die Alexander den Großen zum Thema hatte, direkt zu seiner Alexanderbiografie, die er nach 1945 verfasst hatte. In Anlehnung an Oswald Spengler vertrat Schachermeyr später die Auffassung, dass nicht Rasse, sondern die Kultur der Faktor sei, der Menschen unterscheidet. Zumindest seine frühen Arbeiten über Griechenland und den alten Orient hatten aber durchaus die vermeintlich überlegene „nordische Rasse“ hervorgehoben und zugleich insbesondere den Phöniziern aufgrund einer „semitisch-armenoiden Rassenkomponente“ besonders „parasitäre Neigungen“ nachgesagt.
Schachermeyr forschte hauptsächlich auf dem Gebiet der griechischen Antike. Vor allem zur griechischen Frühzeit (etwa Minoische und Mykenische Kultur) leistete er größere Beiträge und ging dabei auch häufig auf die altorientalischen Nachbarn der Griechen ein. So beschäftigte er sich nicht nur mit der griechischen Kultur, sondern auch mit Hethitern, Etruskern, ja selbst mit Bandkeramik. Da seine Arbeiten vor 1945 (und teils auch noch danach) aber stark von der nationalsozialistischen Ideologie beeinflusst waren (siehe oben), sind Schachermeyrs Ergebnisse und Beurteilungen oft nur mit Vorsicht und unter Vorbehalt zu übernehmen.
Seine Sammlung von Keramikscherben verschiedener, vor allem mediterraner und vorderasiatischer Provenienz, eine der bedeutendsten Lehrsammlungen ihrer Art, die Schachermeyr seit seiner Studienzeit auf vielen Reisen zusammengetragen hat, hinterließ er der Mykenischen Kommission. Seine 1973 in überarbeiteter und erweiterter Fassung erschienene umfangreiche Alexanderbiographie gilt noch heute als ein wichtiger Beitrag zur Alexanderforschung, wobei Schachermeyr den „Titan“ Alexander recht negativ betrachtete.
Schachermeyr war seit 1957 ordentliches Mitglied der Österreichischen Akademie der Wissenschaften und korrespondierendes Mitglied der Heidelberger Akademie der Wissenschaften. Von den Universitäten Athen (1961) und Wien (1984) wurde er mit der Ehrendoktorwürde ausgezeichnet. Schachermeyr erhielt das Österreichische Ehrenkreuz für Wissenschaft und Kunst I. Klasse, das Österreichische Ehrenzeichen für Wissenschaft und Kunst, das Große Goldene Ehrenzeichen mit dem Stern für Verdienste um die Republik Österreich, die Ehrenmedaille der Bundeshauptstadt Wien in Gold und die Medaille für Verdienste auf dem Gebiet der Wissenschaft seiner Heimatstadt Linz. 1963 bekam er den Wilhelm-Hartel-Preis. Schachermeyrs 1984 erschienene autobiografische Schrift Ein Leben zwischen Wissenschaft und Kunst bezeichnete Gunnar Brands 2012 als perfide autobiografische Maskerade.

## Schriften (Auswahl)
- Etruskische Frühgeschichte. de Gruyter, Berlin und andere 1929.
- Hethiter und Achäer. Harrassowitz, Leipzig 1935.
- Zur Rasse und Kultur im minoischen Kreta. Carl Winter, Heidelberg 1939.
- Lebensgesetzlichkeit in der Geschichte. Versuch einer Einführung in das geschichtsbiologische Denken. Klostermann, Frankfurt am Main 1940.
- Indogermanen und Orient. Ihre kulturelle und machtpolitische Auseinandersetzung im Altertum. W. Kohlhammer, Stuttgart 1944.
- Alexander, der Grosse. Ingenium und Macht. Pustet, Graz und andere 1949.
- Poseidon und die Entstehung des griechischen Götterglaubens. Lehnen, München 1950.
- Die ältesten Kulturen Griechenlands, W. Kohlhammer, Stuttgart 1955.
- Griechische Geschichte. Mit besonderer Berücksichtigung der geistesgeschichtlichen und kulturmorphologischen Zusammenhänge. W. Kohlhammer, Stuttgart 1960.
- Die minoische Kultur des alten Kreta. W. Kohlhammer, Stuttgart 1964, ISBN 3-17-005451-1.
- Die frühe Klassik der Griechen. W. Kohlhammer, Stuttgart 1966.
- Perikles. W. Kohlhammer, Stuttgart und andere 1969.
- Alexander in Babylon und die Reichsordnung nach seinem Tode (= Österreichische Akademie der Wissenschaften, Philosophisch-Historische Klasse. Sitzungsberichte. 268, 3). Böhlau und andere, Wien und andere 1970, ISBN 3-205-03641-7.
- Geistesgeschichte der Perikleischen Zeit. W. Kohlhammer, Stuttgart und andere 1971.
- Alexander der Große. Das Problem seiner Persönlichkeit und seines Wirkens (= Österreichische Akademie der Wissenschaften, Philosophisch-Historische Klasse. Sitzungsberichte. Band 285). Verlag der Österreichischen Akademie der Wissenschaften, Wien 1973, ISBN 3-7001-0000-0 (umfassende und erweiterte Fassung des Buches von 1949 und wie dieses eine kritische Biographie Alexanders).
- Die ägäische Frühzeit. Forschungsbericht über die Ausgrabungen im letzten Jahrzehnt und über ihre Ergebnisse für unser Geschichtsbild. Verlag der österreichischen Akademie der Wissenschaften, Wien 1976–1979:
  - Band 1: Die vormykenischen Perioden des griechischen Festlandes und der Kykladen (= Mykenische Studien. Band 3 = Österreichische Akademie der Wissenschaften, Philosophisch-Historische Klasse. Sitzungsberichte. Band 303). 1976, ISBN 3-7001-0148-1.
  - Band 2: Die mykenische Zeit und die Gesittung von Thera (= Mykenische Studien. Band 4 = Österreichische Akademie der Wissenschaften, Philosophisch-Historische Klasse. Sitzungsberichte. Band 309). 1976, ISBN 3-7001-0164-3.
  - Band 3: Kreta zur Zeit der Wanderungen. Vom Ausgang der minoischen Ära bis zur Dorisierung der Insel (= Mykenische Studien. Band 7 = Österreichische Akademie der Wissenschaften, Philosophisch-Historische Klasse. Sitzungsberichte. Band 355). 1979, ISBN 3-7001-0312-3.
  - Band 4: Griechenland im Zeitalter der Wanderungen. Vom Ende der mykenischen Ära bis auf die Dorier. 1980, ISBN 3-7001-0359-X.
  - Band 5: Die Levante im Zeitalter der Wanderungen. Vom 13. bis zum 11. Jahrhundert v. Chr. 1982, ISBN 3-7001-0429-5 (falsch), ISBN 3-7001-0428-6 (korrekt).
- Die Tragik der Voll-Endung. Stirb und Werde in der Vergangenheit. Europa im Würgegriff der Gegenwart. Koska, Wien und andere 1981, ISBN 3-85334-029-7.
- Die griechische Rückerinnerung im Lichte neuer Forschungen (= Österreichische Akademie der Wissenschaften, Philosophisch-Historische Klasse. Sitzungsberichte. Band 404). Verlag der österreichischen Akademie der Wissenschaften, Wien 1983, ISBN 3-7001-0552-5.
- Griechische Frühgeschichte. Ein Versuch, frühe Geschichte wenigstens in Umrissen verständlich zu machen (= Österreichische Akademie der Wissenschaften, Philosophisch-Historische Klasse. Sitzungsberichte. Band 425). Verlag der österreichischen Akademie der Wissenschaften, Wien 1984, ISBN 3-7001-0620-3.
- Gerhard Dobesch und Hilde Schachermeyr (Herausgeber): Ein Leben zwischen Wissenschaft und Kunst. Böhlau, Wien und andere 1984, ISBN 3-205-07238-3.
- Mykene und das Hethiterreich (= Österreichische Akademie der Wissenschaften, Philosophisch-Historische Klasse. Sitzungsberichte. Band 472 = Veröffentlichungen der Kommission für mykenische Forschung. Band 11). Verlag der Österreichischen Akademie der Wissenschaften, Wien 1986, ISBN 3-7001-0777-3.